# Juan de Arévalo
Juan de Arévalo (España - Santafé) fue un capitán, conquistador español de Indias y encomendero en América.
Participó en la conquista de México, la conquista de la península de Yucatán, los territorios que hoy son las repúblicas de Guatemala, Nicaragua, Honduras, Belice y El Salvador; la conquista del Perú, en la expedición contra el Reino de Quito y el descubrimiento y conquista de la Nueva Granada hoy las repúblicas de Colombia y Ecuador, marchando por más de 1,200 kilómetros desde el sur hasta una meseta en la cordillera oriental, donde fundaron oficialmente con Sebastián de Belalcázar la ciudad de Santafé de Bogotá en el año de 1539 y de la cual fue su primer alcalde.

## Biografía

### Expediciones en México y Centroamérica
Participó en la expedición a la Península de Yucatán, comandada por Francisco Hernández de Córdoba, y luego en las expediciones de la Conquista de México y Centroamérica con Hernán Cortés y Pedro de Alvarado respectivamente. 
En Centroamérica se estableció por un tiempo, administró encomiendas y firmó actas. En 1528 partiría hacia el actual territorio de El Salvador, como parte de la expedición conquistadora que desde Guatemala envió Jorge de Alvarado al mando de su primo Diego de Alvarado para conquistar el Señorío de Cuzcatlán, luego de lo cual sería uno de los fundadores de la villa de San Salvador (en el sitio de Ciudad Vieja) y el primer encomendero de Chalchuapa.
Años después se embarcó hacia la conquista del Perú en la expedición de Pedro de Alvarado a quien el emperador Carlos I en el año de 1532 le había otorgado derecho para "ir a descubrir y conquistar las islas en el Mar del Sur"; sin embargo al llegar se encuentran con la campaña de Francisco Pizarro, que ya estaba muy adelantado en la conquista del Reino de los Incas, así que Juan de Arévalo y la mayoría del ejército de Alvarado, conformado por 500 infantes españoles bien armados, 227 caballos y unos 2000 nativos entre guerreros y sirvientes que habían traído de Centroamérica, terminan uniéndose a la campaña de Francisco Pizarro y Diego de Almagro cuando Pedro de Alvarado decide retirarse y vender sus derechos en la expedición por 100,000 castellanos de oro, equivalentes a unos 460 kg.

### Expedición en el Reino de los Incas
En el reino de los Incas Juan de Arévalo se encuentra con Sebastian de Belalcázar deudo suyo y compañero en las expediciones del Yucatán, a quién se une para la conquista del Reino de Quito, donde se dice, fue herido, salvándole la vida su teniente Roldán Rojas. Participó en la primera fundación de la ciudad en la región de los Pastos en 1537, con el capitán Pedro de Puelles y fungió como su primer alcalde. Luego en el año de 1538 partió  hacia el norte con Sebastián de Belalcázar, Juan Díaz de Hidalgo, Pedro de Puelles y un ejército en la segunda expedición en busca de legendarias tierras de El indio Dorado. Después de ocho meses de atravesar los Andes desde Quito, en un recorrido de más de 1200 kilómetros, llegaron con una gran comitiva de soldados infantes y a caballo, mujeres, niños, artesanos, carpinteros, albañiles, cocineros, ayudantes, animales domésticos, sirvientes y esclavos a principios del año de 1539 a una extensa meseta en la Cordillera Oriental de los Andes conocida hoy como la Sabana de Bogotá donde se encontraron con las campañas expedicionarias de Carlos I de España al mando del capitán Nikolaus Federmann, que venía desde la ciudad de Coro (Venezuela) o llamada en su momento Klein-Venedig y la de Gonzalo Jiménez de Quesada, quien había llegado desde la ciudad de Santa Marta.

### Fundación de Santafe de Bogotá
Las tres campañas después de largas deliberaciones y llegar al borde de la confrontación, llegan a un acuerdo para distribuirse los reinos y territorios conquistados, fundan oficialmente la ciudad de Santa Fe de Bogotá, el 22 de abril de 1539, y aunque debatían si pertenecía a la conquista del Perú, a la Provincia de Santa Marta o a la expedición del Klein-Venedig de los banqueros del Emperador Carlos V, la Familia Welser, quedaron de resolver sus diferencias ante las cortes reales en Madrid. Por lo tanto Sebastián de Belalcázar dejó encargado como capitán delegado de Francisco Pizarro y primer alcalde de Santa Fe de Bogotá en 1539 a su primo el capitán Juan de Arévalo, cargo que compartió con Jerónimo de la Inza capitán de la expedición de Gonzalo Jimenez de Quesada,que inmediatamente después de nombrarlo, partió de regreso hacia Santa Marta, rumbo a Europa.

### Regidor de Santafe de Bogotá
Como primer regidor de Santafe de Bogota hizo gran amistad con Hernán Pérez de Quesada, primer gobernador del recién fundado Nuevo Reino de Granada, hermano de Gonzalo Jiménez de Quesada a quien ayudó a gobernar, pacificar y consolidar el reino, mientras Belalcázar, Federmann y Jiménez de Quesada viajaban juntos de regreso a Europa navegando el Río de la Magdalena, hasta el mar caribe y luego a Madrid para notificar al rey de sus descubrimientos, conquistas, llevar el impuesto o Quinto del rey y solicitar el reconocimiento oficial y la gobernación del Nuevo Reino de Granada. Tiempo después, Arévalo obtuvo también por sus servicios, las encomiendas de Galembaima y de Tibaguyas entre otras. 
Se le recuerda como uno de los primeros encomenderos de la región de Boyacá, donde se estableció con su muy numeroso séquito de acompañantes entre sus familiares, soldados, sirvientes, nativos y esclavos. También aparece como firmante de una petición conjunta en 1539 hecha por Gonzalo Jiménez de Quesada y los señores Fernando de Ayuso, Juan de Sanct Martín, Antonio de Irazábal Valenzuela, Lázaro Fonte, Juan de Céspedes, Hernán Venegas, Pedro de Colmenares y Hernando Rojas, suplicando al Rey que hiciera a su costa el primer hospital en Santafé de Bogotá, señalándole una renta para su sostenimiento.